# Ericus Nicolai (1605–1644)
Ericus Nicolai (Wretensis, Palumbus), född 1605 i Söderköping, Östergötlands län, död 1644 i Tåby församling, Östergötlands län, var en svensk präst.

## Biografi
Ericus Nicolai föddes 1605 i Söderköping. Han var son till kyrkoherden Nicolaus Palumbus och Ragnild Larsdotter (Laurin) i Vreta Klosters församling. Nicolai blev i september 1624 student vid Uppsala universitet och prästvigdes 12 januari 1630 till komminister i Vreta Klosters församling. Han blev 1641 kyrkoherde i Tåby församling. Nicolai avled 1644 i Tåby församling.

### Familj
Nicolai var gift med Christina Michaelsdotter. Hon var dotter till brukspatronen i Vånga bergslag. De fick tillsammans barnen kammarpigan Catharina Eriksdotter (1633–1673) som var gift med ståthållaren Daniel Uttermarck (Utter) och Christina Eriksdotter som var gift med kyrkoherden Marcus Toberus i Tåby församling.